# Fruges
Fruges (ndl.: „Frujes“) ist eine französische französische Kleinstadt mit 2349 Einwohnern (1. Januar 2022) im Département Pas-de-Calais in der Region Hauts-de-France. Sie gehört zum Arrondissement Montreuil und zum Kanton Fruges.

## Geografie
Die Kleinstadt Fruges liegt im Zentrum des Artois, 28 Kilometer ostnordöstlich von Montreuil-sur-Mer. Im Osten begrenzt die obere Leie das Stadtgebiet. Benachbarte Gemeinden sind (im Uhrzeigersinn von Norden beginnend): Radinghem, Senlis, Lugy, Verchin, Ruisseauville, Canlers, Coupelle-Neuve, Créquy, Coupelle-Vieille.

## Bevölkerungsentwicklung
| Jahr                       | 1962 | 1968 | 1975 | 1982 | 1990 | 1999 | 2006 | 2013 | 2022 |
| -------------------------- | ---- | ---- | ---- | ---- | ---- | ---- | ---- | ---- | ---- |
| Einwohner                  | 2499 | 2460 | 2534 | 2465 | 2499 | 2426 | 2523 | 2398 | 2349 |
| Quellen: Cassini und INSEE |      |      |      |      |      |      |      |      |      |

## Sehenswürdigkeiten

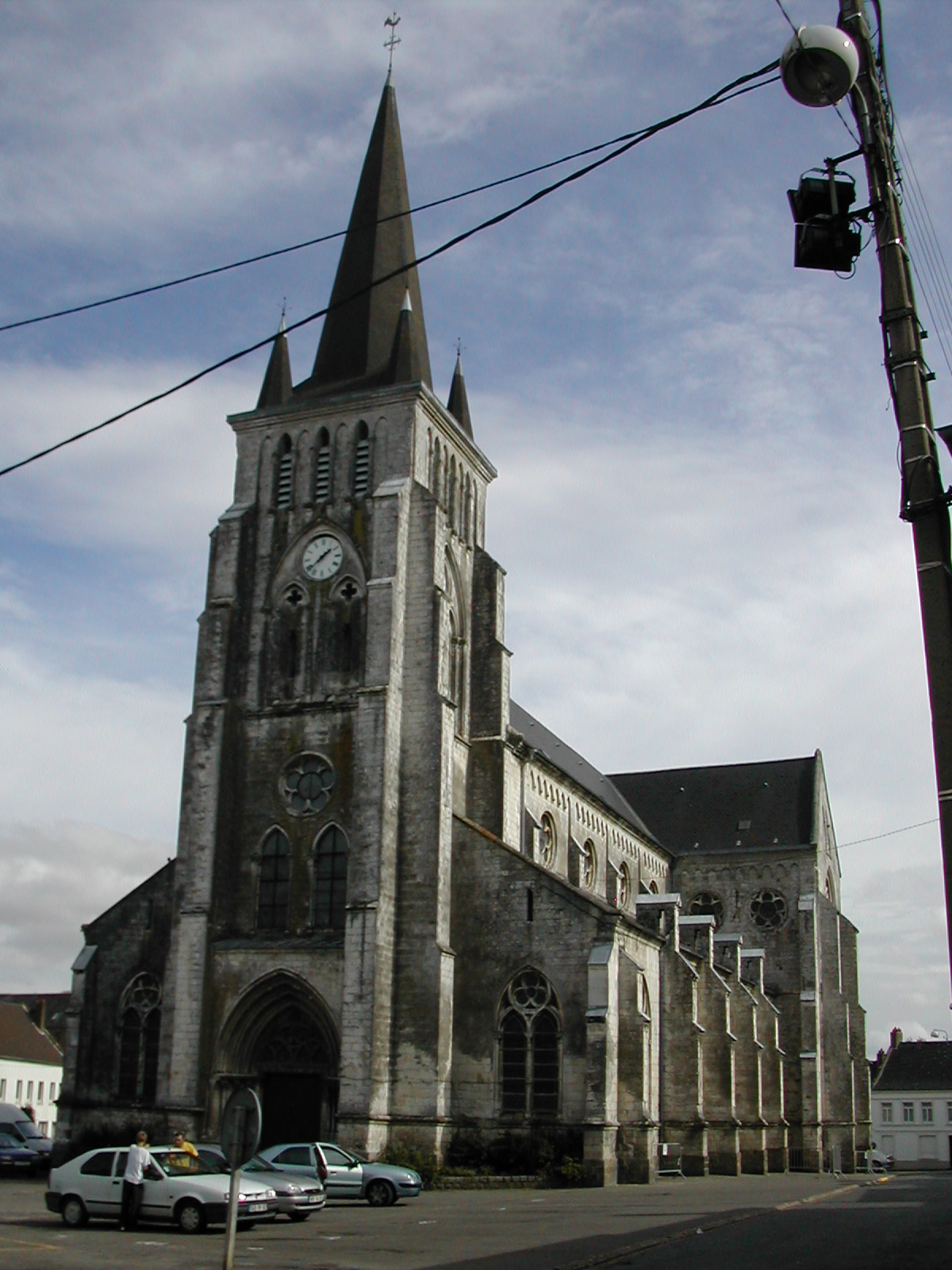
Kirche Saint-Bertulphe

- Kirche Saint-Bertulphe
- Kapelle Sainte-Thérèse

## Städtepartnerschaft
Seit 1965 besteht eine Partnerschaft zur nordrhein-westfälischen Stadt Olsberg.